# 閬中觀音寺
閬中觀音寺位於四川省南充市閬中市，文物遺址年代判定為明。2002年12月27日，作为閬中古建築群的一部分，公佈為四川省第六批省級文物保護單位。2013年3月5日列為第七批全國重點文物保護單位。